# Iris Pigeot
Iris Pigeot, auch Pigeot-Kübler, (* 1960 in Wanne-Eickel) ist eine deutsche Statistikerin.

## Leben und Wirken
Iris Pigeot studierte Statistik mit dem Abschluss 1985 an der Universität Dortmund. Sie wurde dort 1989 mit der Arbeit Schätzer des gemeinsamen Odds Ratios in geschichteten Kontingenztafeln promoviert und 1993 mit der Arbeit Multiple Tests in der Ausreißererkennung habilitiert.
Nach einer Dozentur an der Universität Dortmund und einer Professur an der Ludwig-Maximilians-Universität München wurde sie 2001 auf einen Lehrstuhl an der Universität Bremen berufen.
Seit 2004 ist sie dort Direktorin des heutigen Leibniz-Instituts für Präventionsforschung und Epidemiologie BIPS, an dem sie zuvor seit 2001 die Abteilung Biometrie und EDV geleitet hatte.
Ihre Forschungsschwerpunkte liegen im Bereich der graphischen Modelle, genetischen Epidemiologie und in jüngerer Zeit im Bereich der Nutzung von Sekundärdaten in der Arzneimittelsicherheitsforschung sowie der primären Prävention und ihrer Evaluation, insbesondere der kindlichen Adipositas.
2024 wurde sie in den Expertenrat Gesundheit und Resilienz berufen.

## Auszeichnungen
- Susanne-Dahms-Medaille der deutschen Sektion der International Biometric Society (2010)
- Preis für herausragende Promotionsbetreuung[2]

## Bücher
- Mit Ludwig Fahrmeir, Christian Heumann, Rita Künstler, Gerhard Tutz: Statistik – Der Weg zur Datenanalyse. 9., überarbeitete und ergänzte  Auflage. Springer Spektrum, Berlin / Heidelberg 2023, ISBN 978-3-662-67525-0, doi:10.1007/978-3-662-67526-7.
- Mit K. Bammann, L. Lissner, W. Ahrens (Hrsg.): Instruments for health surveys in children and adolescents. Springer International Publishing, Cham 2019.
- Mit W. Ahrens (Hrsg.): Handbook of epidemiology. 2. Auflage. Springer, New York / Heidelberg / Dordrecht / London 2014.
- Mit L. Kreienbrock, W. Ahrens: Epidemiologische Methoden. 5. Auflage. Springer, Berlin/Heidelberg 2012.
- Mit L. A. Moreno, W. Ahrens (Hrsg.): Epidemiology of obesity in children and adolescents - Prevalence and etiology. Springer, New York 2011.
- Mit A. Caputo, L. Fahrmeir, R. Künstler, S. Lang, G. Tutz: Arbeitsbuch Statistik. 5., verbesserte Auflage. Springer, Berlin/Heidelberg 2008.
- Mit D. Hauschke, V. Steinijans: Bioequivalence studies in drug development - Methods and applications. John Wiley & Sons, Chichester 2007.